# تباين كوني
تباين كوني (بالإنجليزية: Cosmic variance) هو مصطلح يعبر عن الارتياب الإحصائي المتأصل في عمليات الرصد الخاصة بالكون على المسافات الشاسعة. ويوجد لهذا المصطلح ثلاثة تفسيرات مختلفة ولكنها على صلة قريبة ببعضها:
- يستخدم هذا المصطلح، بشكل خاطئ، ليشير إلى تباين العينة، وهو الاختلاف بين العينات المختلفة المحدودة في نفس المجتمع الإحصائي الأصلي. وتتبع هذه الاختلافات توزيع بواسون، ويفضل استخدام مصطلح تباين العينة في هذه الحالة بدلًا من مصطلح التباين الكوني.
- يستخدم هذا المصطلح أحيانًا، بواسطة علماء الكونيات بشكل رئيسي، للإشارة إلى الارتياب لأننا نستطيع أن نرصد مفهومًا واحدًا فقط لجميع الأكوان المرصودة الممكنة. فعلى سبيل المثال، نستطيع فقط أن نرصد طيفًا واحدًا من إشعاع الخلفية الكونية الميكروي، لذلك نجد أن مواقع القمم المقيسة في طيف إشعاع الخلفية الكونية الميكروي الموجود ضمن السماء المرئية محدودة بحقيقة إمكانية رصدنا لطيف واحد فقط من الأرض. وستوجد هذه القمم في أماكن مختلفة قليلًا في الكون المرصود من إحدى المجرات الأخرى، بينما سيظل ذلك الكون متسقًا مع نفس القوانين الفيزيائية، والتضخم، وغير ذلك. يمكن أن نعتبر هذا التفسير الثاني حالةً خاصةً من التفسير الثالث.
- يعكس هذا التفسير -وهو الاستخدام الأكثر انتشارًا لهذا المصطلح الذي تشير إليه بقية هذه المقالة- حقيقة أن القياسات تتأثر بالبنية الكونية واسعة النطاق، لذلك يمكن أن تختلف عملية قياس أي منطقة من السماء -عند رصدها من الأرض- عن عملية قياس منطقة أخرى مختلفة من السماء عند رصدها من الأرض أيضًا بمقدار يمكن أن يكون أكبر من قيمة تباين العينة.
- يعتبر التفسير الثالث أكثر استخدامات مصطلح التباين الكوني انتشارًا التي تقوم على فكرة أننا نستطيع فقط أن نرصد جزءًا من الكون في في المرة الواحدة، لذلك سيكون من الصعب عمل أي بيانات إحصائية خاصة بعلم الكونيات على نطاق الكون بأكمله؛[2][3] بسبب ضرورة ألا يكون عدد عمليات الرصد (حجم العينة) صغيرًا للغاية.

## خلفية
يُلحَق نموذج الانفجار العظيم القياسي عادةً بالتضخم الكوني. وفي نماذج التضخم الكوني، يستطيع المراقب أن يرى جزءًا ضئيلًا فقط من الكون بأكمله، وهو أقل من جزء من المليار (1/109) من حجم الكون المُفترض في نظرية التضخم الكوني. ولذلك، يعتبر الكون المرصود -وهو الجزء الكوني المسمى أفق جسيمات الكون- نتيجةً للعمليات التي تتبع بعض القوانين الفيزيائية العامة، مثل ميكانيكا الكم، والنسبية العامة. وتعتبر بعض هذه العمليات عشوائيةً: فعلى سبيل المثال، يمكن وصف توزيع المجرات عبر الكون بطريقة إحصائية فقط ولا يمكن استنتاجه من المبادئ الأولى.
معضلات مشابهة
يواجه علماء الأحياء التطورية معضلةً مشابهةً. فيوجد عند علماء الأحياء التطورية حجم عينة للسجل الأحفوري الواحد كما يوجد حجم عينة للكون الواحد عند علماء الكونيات. وترتبط المعضلة ارتباطًا وثيقًا بالمبدأ الإنساني.
توجد معضلة أخرى متعلقة بأحجام العينات المحدودة في علم الفلك، وهي معضلة عملية غير أساسية، في قانون بود الخاص بالتباعد بين التوابع الموجودة بأحد الأنظمة المدارية. لوحظت هذه المعضلة في البداية على المجموعة الشمسية، وحدَّت صعوبة رصد الأنظمة الأخرى المشابهة للمجموعة الشمسية من البيانات التي يمكن استخدامها لفحص هذه المعضلة.

## وصلات خارجية
- Cosmology from the Top Down (online)